# Fáber Sándor
Fáber Sándor (Szilézia, Stein, 1873. augusztus 16. – Budapest, Józsefváros, 1933. május 26.) mezőgazdász, tanár. 

## Életrajza
Fáber Oszkár és Ebenstreit Terézia fiaként született. Középiskoláit Sopronban, a gazdasági tanintézetet Keszthelyen végezte 1892–95-ben. Külföldi tanulmányutak után tanári pályáját Debrecenben kezdte, majd Magyaróváron lett tanársegéd, 1898 és 1931 között a keszthelyi Gazdasági Akadémia növénytermesztési tanszékének vezetője volt. Foglalkozott a tőzeges területek javításával főképpen azonban a rét és a legelő megjavításának kérdéseivel, ezért megbízást kapott az országos rét- és legelőjavítási munkálatok vezetésére. Meghonosította Magyarországon a szójababot, Kinemesítette a keszthelyi sárgaszóját. Hatékony ismeretterjesztő volt, ő szervezte meg a Keszthely és Vidéke Gazdakört. Felesége Nusál Terézia volt.
Számos cikke jelent meg, főleg a Gazdasági Lapokban.
Budapesten érte a halál 1933. május 26-án. Sírja Keszthelyen található, egykori lakóházát emléktábla jelöli.

## Főbb munkái
- A gabonafélék termesztése (Budapest, 1911)
- Általános és különleges növénytermesztéstan (I–II. é. n.)
- A zöldmezőgazdálkodásról (Keszthely, 1930)